# Sebastián Lorente
Sebastián Ignacio Lorente Ibáñez (Alcantarilla,13 de diciembre de 1813 - † Lima, 28 de noviembre de 1884) fue un teólogo, filósofo, historiador y médico español, afincado en el Perú, e impulsor de la educación en ese país.

## Biografía

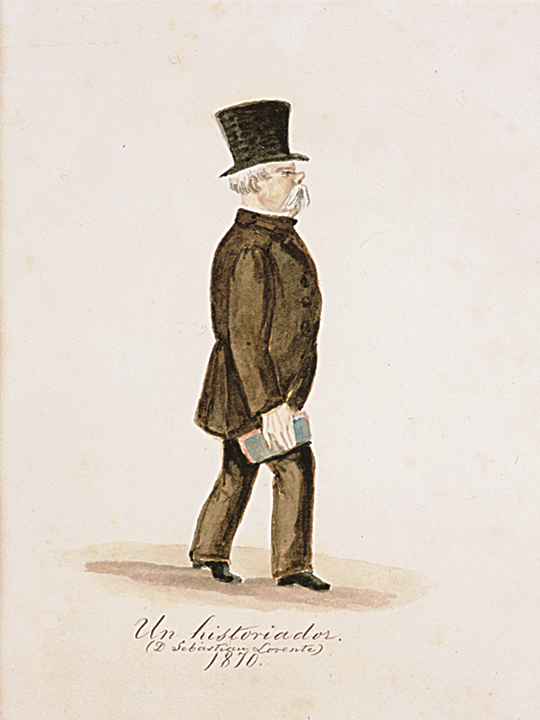
Acuarela de Pancho Fierro: "Un historiador (D. Sebastian Lorente) 1870"

Hijo de Sebastián Lorente y Saavedra e Isabel Ibáñez y Aparicio, inició sus estudios en el Seminario Mayor de San Fulgencio de Murcia, donde obtuvo el grado de bachiller en Teología en 1828, pasó a la Universidad de Valencia, en cuya facultad de medicina optó grado de médico en 1834. Con el propósito de cursar derecho se trasladó a Madrid en el año de 1835. Por concurso obtuvo la cátedra de Filosofía en el Colegio Real de San Isidro; y vista su eficiencia, fue recomendado para enseñar a los hijos del marqués de Santa Cruz. Pero su adhesión al liberalismo lo expuso al ensañamiento de la reacción absolutista; y en tal coyuntura, optó por acogerse a las proposiciones que le hiciera el empresario Domingo Elías, en 1842, y viajó al país para incorporarse al Colegio Nuestra Señora de Guadalupe. Inicialmente asumió la enseñanza de geografía en 1843, luego ejerció la dirección entre los años 1844 a 1849 y efectuó una fundamental reforma en sus orientaciones, introduciendo nuevas asignaturas; Historia Antigua, Media y Moderna, Historia General de América y particularmente del Perú, Literatura, Economía Política, Estadística e Historia Natural, elevando la calidad de sus lecciones hasta convertirlo en un centro de instrucción media, y renovando la metodología. Por falta de profesores se ve obligado a dictar hasta diez asignaturas en 1846, y por añadidura, asumió en el Convictorio de San Carlos la enseñanza de Geografía y Literatura, y en el Colegio de Medicina inició la de Filosofía, Higiene, Historia Natural y Medicina Legal.
Tan arduo trabajo quebrantó su salud en junio de 1849, y después de permanecer brevemente en los distritos de Tarma y Jauja, se estableció en Huancayo en 1850. En esta ciudad fundó el Colegio de Santa Isabel en 1851, y secundó la revolución liberal en 1854. Luego redactó el primer reglamento general de instrucción pública el 7 de abril de 1855 y con el título de inspector de instrucción pública, fue encargado de aplicarlo. En calidad de secretario, integró la legación en 1856 que sucesivamente condujo Pedro Gálvez, su antiguo discípulo, ante los gobiernos de la América Central, Colombia, Venezuela, España y Francia. Al retornar en el año 1866, fue nuevamente nombrado inspector de instrucción pública. Incorporado a la Facultad de Letras de la Universidad Nacional Mayor de San Marcos para regentar la cátedra de Filosofía Trascendental, poco después el 26 de enero de 1867, fue elegido decano. Se le otorgó grado de doctor en Letras el 11 de julio de 1868.
Por segunda vez viajó a Europa permaneciendo entre 1870 y 1872, a fin de estudiar las orientaciones educativas aplicables al Perú. Y restablecido en el decanato el 10 de abril de 1872, inauguró la enseñanza de historia de la civilización peruana en 1875, donde tuvo oportunidad de defender a la institución universitaria contra las intromisiones autorizadas por Nicolás de Piérola durante su gobierno dictatorial en 1880 y contra las depredaciones chilenas.

## Obra
Aparte de numerosos textos escolares, memorias e informes, artículos y discursos, se le debe:
- Pensamientos sobre el Perú (1855).
- Historia antigua del Perú (1860).
- Historia de la Conquista del Perú (1861), principalmente basadas en la obra del Inca Garcilaso.
- Historia del Perú bajo la dinastía austríaca: 1542-1598 (2 tomos, 1863 a 1870).
- Relaciones de los vireyes y audiencias que han gobernado el Perú (3 tomos, 1867-1872).
- Historia del Perú bajo los Borbones, 1700-1821 (1871), cuya principal fuente se halla en las memorias de los virreyes.
- Historia del Perú desde la proclamación de la Independencia 1821-1827 (1876), que vertió las informaciones contenidas en los documentos editados por el coronel Manuel de Odriozola.
- Historia de la civilización peruana (1879).